# 1 + 2 + 4 + 8 + ...
In matematica, 1 + 2 + 4 + 8 + ... è la serie divergente infinita i cui termini sono le potenze successive di due. È una serie geometrica di ragione 2:
{\displaystyle \sum _{i=0}^{\infty }2^{i}.}

## Somme parziali
La serie in questione ha come somma parziale:
{\displaystyle \sum _{i=0}^{n}2^{i}=2^{n+1}-1}
La dimostrazione si può svolgere per induzione su 'n'. Per n=0 la formula è evidentemente corretta.
Se poniamo adesso per ipotesi che sia corretta per 'n-1' cioè:
{\displaystyle \sum _{i=0}^{n-1}2^{i}=2^{n}-1}
Allora abbiamo:
{\displaystyle \sum _{i=0}^{n}2^{i}=\sum _{i=0}^{n-1}2^{i}+2^{n}=2^{n}-1+2^{n}=2^{n+1}-1}
Dove il penultimo passaggio segue dall'ipotesi induttiva.

## Somma
Come detto, la serie diverge all'infinito, e pertanto non possiede una "somma", almeno nel senso più usuale del termine.
Si può però, sfruttando l'approccio di Eulero alle serie divergenti, studiare la serie di potenze associata:
{\displaystyle f(x)=1+2x+4x^{2}+8x^{3}+\cdots =\sum _{i=0}^{\infty }2^{i}{}x^{i}}
che, per x = 1, coincide con la serie originale. Si osservi che questa nuova serie ha raggio di convergenza 1/2, e quindi non converge per x = 1. All'interno del disco di convergenza vale però f(x) = 1/(1 − 2x), e tale f è estendibile a tutto il piano complesso escluso il punto x = 1/2. Dato che f(1) = −1, si dice che la serie originale 1 + 2 + 4 + 8 + … è E-sommabile con E-somma uguale a −1. (La notazione E-sommabilità è dovuta a Hardy in riferimento appunto alle idee di Eulero.)
Alternativamente, un altro modo di associare alla serie il valore −1 consiste nell'osservare che si può riscrivere
{\displaystyle {\begin{array}{rcl}S&=&\displaystyle 1+2+4+8+\cdots \\[1em]&=&\displaystyle 1+2(1+2+4+8+\cdots )\\[1em]&=&\displaystyle 1+2S,\end{array}}}
e che questa equazione ammette le due soluzioni {\displaystyle S=\infty } e {\displaystyle S=-1}.
Nell'insegnamento della matematica, 1 + 2 + 4 + 8 + … è l'esempio principale presentato per definire una serie geometrica divergente con termini positivi.